# Sandel (Jever)
Sandel ist ein Stadtteil von Jever im Landkreis Friesland in Niedersachsen. Der Ort liegt 1,5 Kilometer südwestlich von Cleverns, das ebenfalls ein Stadtteil von Jever ist. 500 Meter westlich verläuft das Rispeler Tief.

## Geschichte
Nach der Bremer Archidiakonats-Matrikel von 1420/1426 gehörte das Kirchspiel Sandel zusammen mit den Kirchspielen Accum, Fedderwarden, Jever, Cleverns, Pakens, Schortens, Sengwarden, Sillenstede, Waddewarden, Westrum und Wiefels zum Sendsprengel Jever im Gau Östringen.
Im Jahr 1933 wurde Sandel mit Schortens, Cleverns und Sande zur Großgemeinde Oestringen zusammengeschlossen. Dieser Zusammenschluss wurde allerdings im Jahr 1948 wieder aufgehoben. Zusammen mit der ehemaligen Nachbargemeinde Cleverns bildete der Ort nun die Gemeinde Cleverns-Sandel, die am 1. Juli 1972 in die Stadt Jever eingegliedert wurde.

## Sehenswürdigkeiten

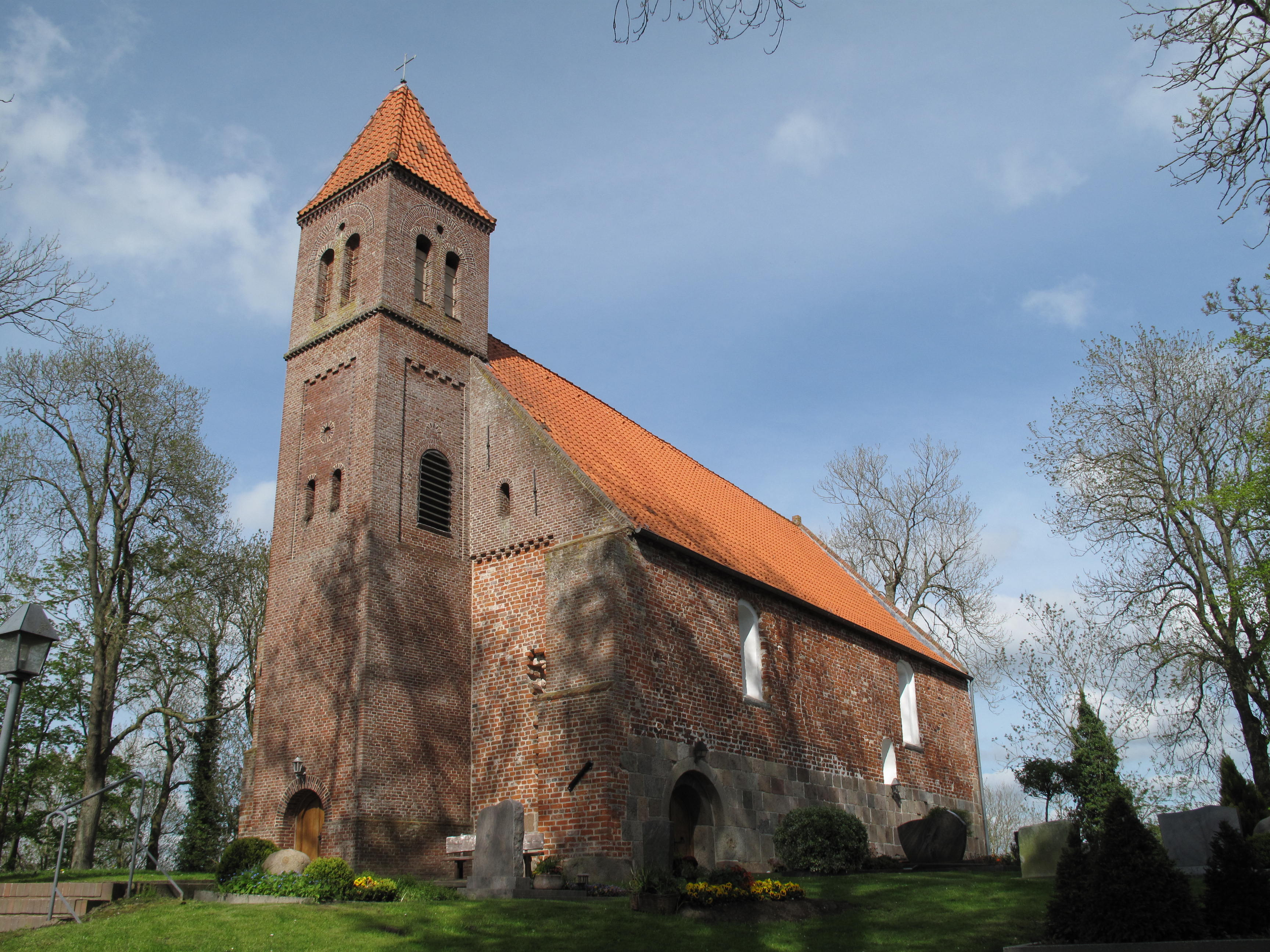
St.-Jakobus-Kirche

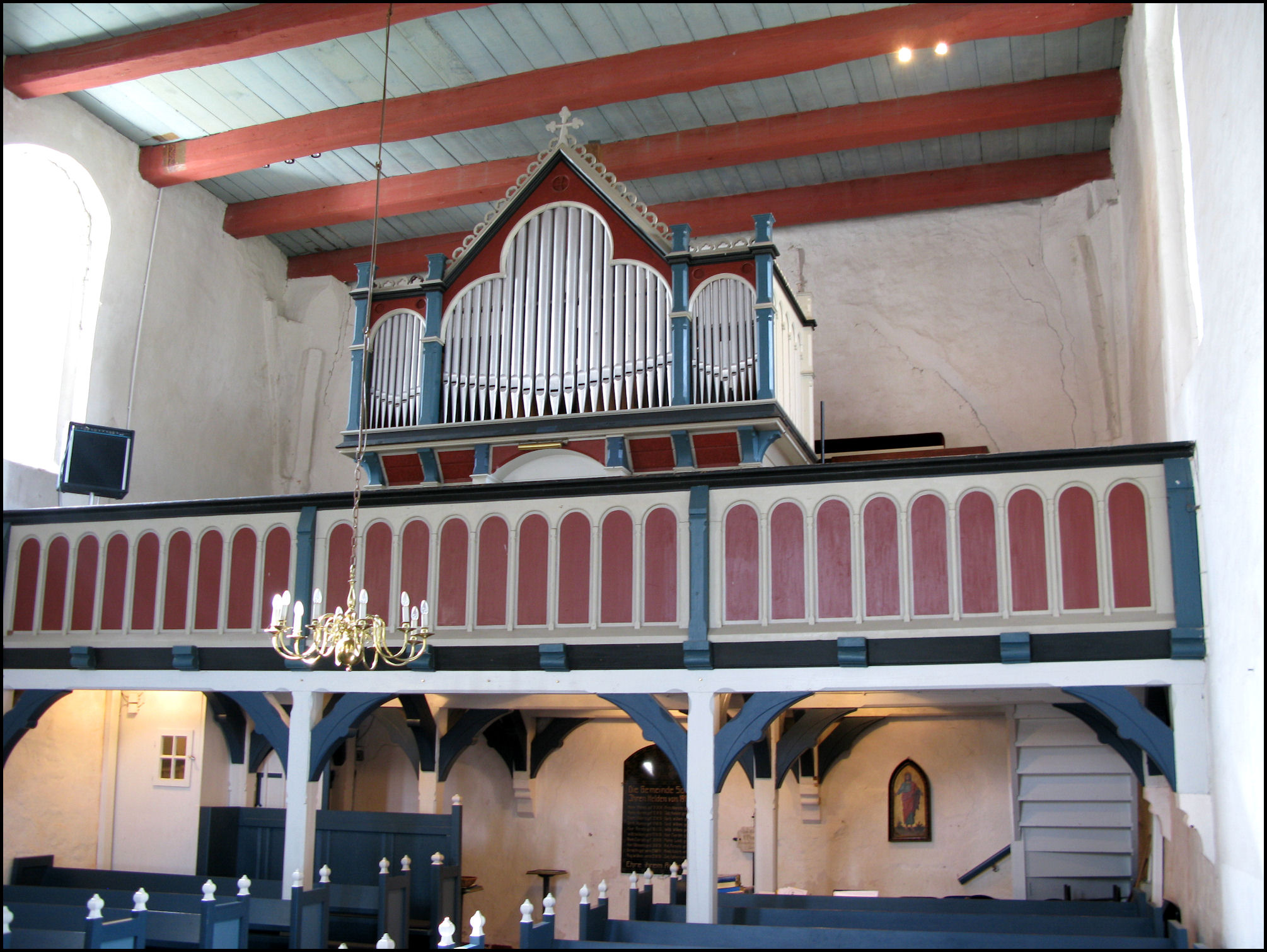
Orgel der St.-Jakobus-Kirche

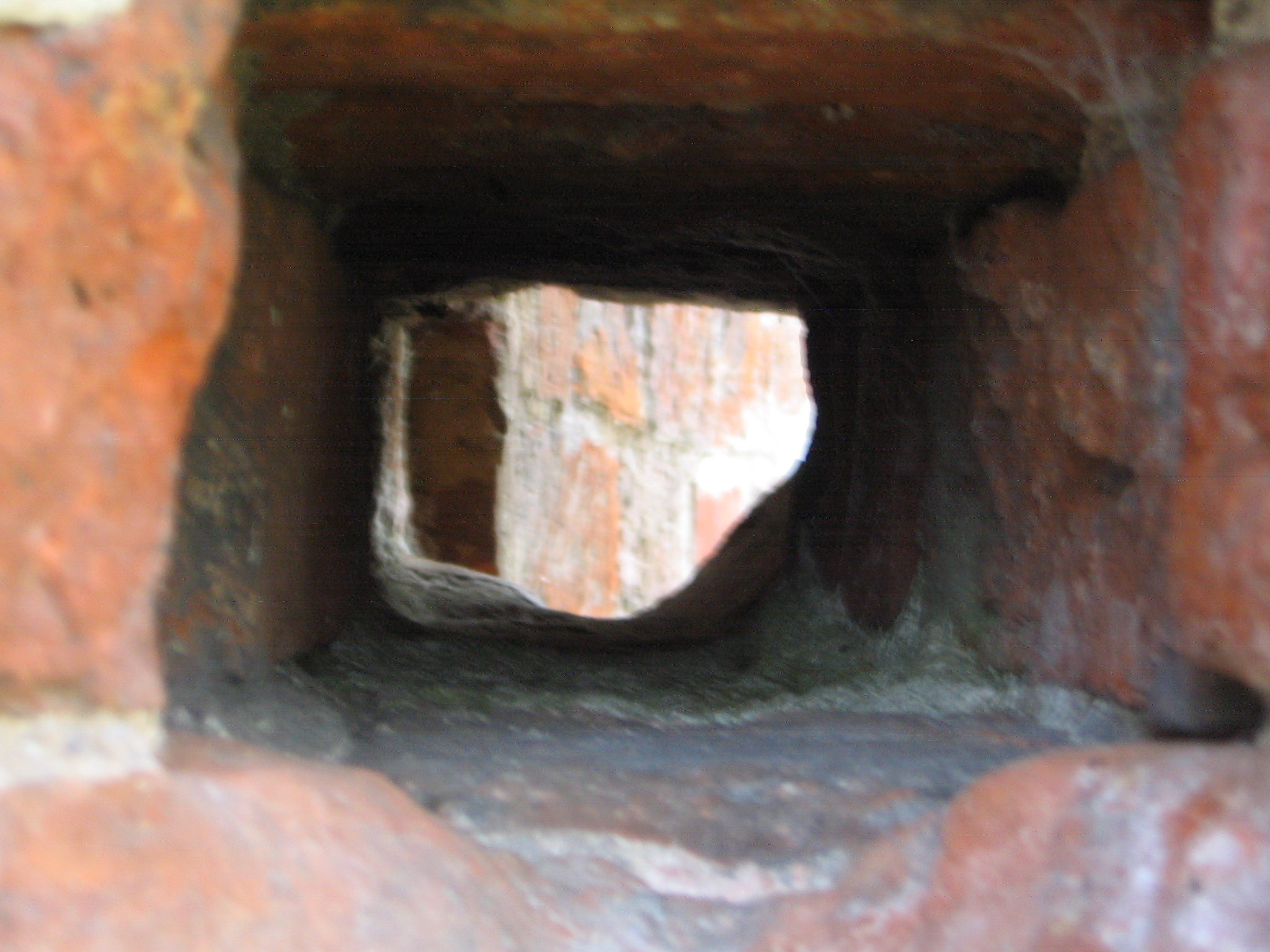
Hagioskop der St.-Jakobus-Kirche (Südseite / außen)

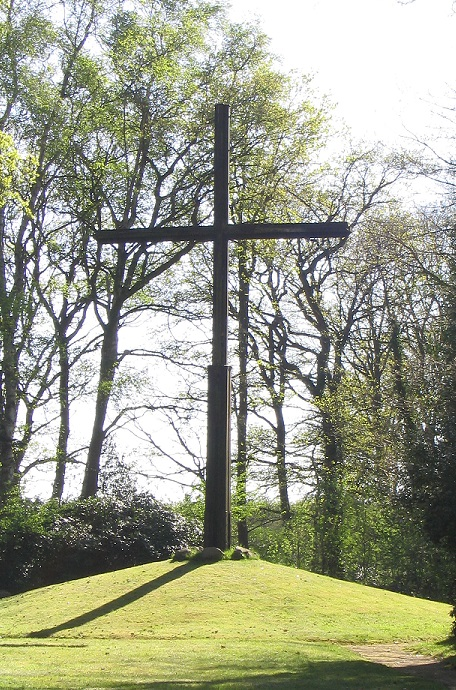
Jeverländisches Mahnmal am Upschloot

### St.-Jakobus-Kirche
Die St.-Jakobus-Kirche ist eines der beiden Gotteshäuser der Kirchengemeinde Cleverns-Sandel. Die Gemeinde gehört zum Kirchenkreis Friesland-Wilhelmshaven der  Evangelisch-Lutherischen Kirche in Oldenburg.
Die Saalkirche aus der 2. Hälfte des 13. Jahrhunderts besteht in der unteren Hälfte aus Granit, darüber aus Backstein. Im 17. Jahrhundert ist die Kirche verfallen. Bei der Wiederherstellung im Jahr 1702 wurde auf die ursprünglich vorhandene Ostapsis verzichtet. Die Ansätze der Apsismauern blieben als Stützmauern stehen. In diesen Mauerresten befinden sich durchgängige Aussparungen in der Größe eines halben Backsteins, sogenannte Hagioskope. Außerdem wurde das Kirchenschiff erniedrigt und im Westen verkürzt. Der schmale Westturm stammt aus dem Jahr 1840. Im Inneren befindet sich eine Balkendecke. Spuren einer ehemaligen Wölbung sind erkennbar. Das Oberteil eines romanischen Taufsteins aus Granit aus der Zeit um 1200 ist erhalten. Die Orgel ist ein Werk des oldenburgischen Orgelbauers Johann Martin Schmid (1847–1923). Sie wurde 1891 errichtet und ist nahezu vollständig erhalten. Sie besitzt ein Manual, ein selbständiges Pedal sowie sieben klingende Register.

### Jeverländisches Mahnmal am Upschloot
Das Jeverländische Mahnmal, ein elf Meter hohes Holzkreuz und zwölf Findlinge, für jede der damaligen Gemeinden des Jeverlandes ein Stein, an der Straße Cleverns – Rispel (Landesstraße 813) in der Nähe des Upschlootes, der Kreisgrenze Friesland – Wittmund, wurde im Mai 1948 als ein Symbol des Friedens errichtet. Der Gedanke des Mahnmals wird alljährlich zweimal durch Gottesdienste am Himmelfahrtstag und am Ewigkeitssonntag unterstrichen.

## Vereine
- Verein Ponyfreunde Jever-Sandel e. V.[13]

## Söhne und Töchter
- Ludwig Schauenburg (1839–1909), Pfarrer und Kirchenhistoriker
- Carl Heinrich Renken (1893–1954), Kaufmann und Kommunalpolitiker